# Викрамавардхана
Викрамавардха́на (индон. Wikramawardhana; тронное имя — Бхра Хьянг Висеса Аджи Викрамавардхана индон. Bhra Hyang Wisesa Aji Wikramawardhana; не позднее 1365, Маджапахит — 1429, Маджапахит) — яванский император (Махараджа) и пятый монарх Империи Маджапахит с 1389 по 1429. Был наследником и племянником Хаяма Вурука.

## Семья
Согласно Параратону, его настоящее имя было Гагак Сали, и он был племянником Хаяма Вурука, Махараджи Маджапахита.
Нагаракертагама пишет, что женой Викрамавардханы была его кузина, Кусумавардхани. Поскольку Кусумавардхани была дочерью Хаяма Вурука, женившись на ней, Викрамавардхана получал права на престол.

## Правление
В 1389 Виджараясой, членом королевской семьи Маджапахита, был основан мятежный “Восточный Дворец”, который претендовал на правление Маджапахитом (и контролировал часть его территории). Территории, которые контролировал Викрамавардхана, принято называть “Западный Дворец”. В 1404 — 1406 произошла война между Восточным и Западным Дворцами. В результате войны восставший Восточный Дворец был повержен, и Викрамавардхана получил контроль над всем Маджапахитом.
В 1398 году Викрамавардхана вторгся в Королевство Сингапур. Вторжение окончилось захватом Сингапура Маджапахитом.
Викрамавардхана умер в 1429 году.